# Нантикок (Пенсилванија)
Нантикок (енгл. Nanticoke) град је у америчкој савезној држави Пенсилванија. По попису становништва из 2010. у њему је живело 10.465 становника.

## Демографија
Према попису становништва из 2010. у граду је живело 10.465 становника, што је 490 (4,5%) становника мање него 2000. године.
| Група             | 2000.          | 2010.         |
| Белци             | 10.802 (98,6%) | 9.884 (94,4%) |
| Афроамериканци    | 30 (0,3%)      | 167 (1,6%)    |
| Азијати           | 28 (0,3%)      | 45 (0,4%)     |
| Хиспаноамериканци | 49 (0,4%)      | 270 (2,6%)    |
| Укупно            | 10.955         | 10.465        |